# Ruta 243 (Costa Rica)
La Ruta 243, oficialmente Ruta Nacional Secundaria 243, es una ruta nacional de Costa Rica ubicada en las provincias de San José y Puntarenas.

## Descripción
En la provincia de San José, la ruta atraviesa el cantón de Pérez Zeledón (los distritos de San Isidro de El General, Barú).
En la provincia de Puntarenas, la ruta atraviesa el cantón de Quepos (el distrito de Savegre).